# Una vella, coneguda olor
Una vella, coneguda olor és una obra de teatre, original de Josep Maria Benet i Jornet, estrenada la nit del 30 de setembre de 1964, dintre del VII Cicle de Teatre Llatí, al teatre Romea de Barcelona, per la Companyia Catalana de Comèdies.
La peça mostra la vida sense gaire esperança del proletariat a la Barcelona després de la Guerra Civil, tal com Benet la va conèixer ell mateix. Relata com era la vida en un pati de veïns de Barcelona, on viu la Maria, una noia amb ànsies de trencar les cotilles de l'ordre social establert, que té un conflicte íntim però universal.
Feliu Formosa va escriure l'any de l'estrena: «Hom respirava —potser exagero– un estat d'ànim col·lectiu conscient que Una vella, coneguda olor podia obrir noves perspectives al teatre català com les va obrir l'any 1949 Historia de una escalera de Buero Vallejo per al teatre castellà » Ambdues obres respiren una visió crua i crítica de la misèria, la tristesa, la insatisfacció i la manca de futur, tal com es patia durant el franquisme. Segons Miquel M. Gibert «Tot i el caràcter encara primerenc […] ja hi apareixen la cura constructiva, la intensitat expressiva, l'anàlisi social i l'angoixa quotidiana que després seran algunes de les característiques més destacades del millor teatre de Benet». Benet mateix la considerava una obra de joventut imperfecte, però tenia nogensmenys molt èxit en grups de teatre amateur. El 2011 el Teatre Nacional la va reestrenar, dirigida per Sergi Belbel.
Va ser guardonat amb el Premi Josep Maria de Sagarra el 1963.

## Repartiment de l'estrena (1964)
- Maria: Carme Fortuny
- Mercè: Nadala Batiste
- Eulàlia: Núria Casulleres
- Senyora Dolors: Josefina Tàpias
- Neus: Mercè Guiamet
- Teresa: Anna Maria Simon
- Joan: Adrià Gual
- Manel: Julià Navarro
- Vell: Joaquim Nicolau
- Veu de dona: Natàlia Solernou
- Veu de nen: Ricard Reguant
- Veu d'home: Jordi Torras
  - Decorat: Guinovart
  - Ajudant de direcció: Ernest Serrahima
  - Direcció Josep Maria Sagarra

## Edicions
- Una Vella, Coneguda Olor.  Barcelona: Editorial Occitània, 1964 (El Barret de Danton, núm. 2).